# Cheiracanthium haroniensis
Cheiracanthium haroniensis là một loài nhện trong họ Miturgidae.
Loài này thuộc chi Cheiracanthium. Cheiracanthium haroniensis được miêu tả năm 2007 bởi Lotz.